# Projektion (psykologi)
 For alternative betydninger, se Projektion. (Se også artikler, som begynder med Projektion)
Projektion er, som psykologisk begreb, den mekanisme, hvor man ubevidst tillægger andre nogle af de egenskaber, som man selv har, og som man ikke vil være ved.
Noget der ofte sker, i forbindelse med personens skyggesider eller i forbindelse med den maske man har tillagt sig i forhold til omverden.
Projektion kan også ske, når man tillægger en person af det modsatte køn nogle egenskaber, som man rent faktisk selv er bærer af i sin ubevidste modsatkønnethed. Det sker ikke mindst i forelskelsen.
Projektion kan også foregå kollektivt, således at fx en nation tillægger en anden nation nogle egenskaber, som den selv har.
Indenfor dybdepsykologien siger man, som en forståelsesmæssig tommelfingerregel, at 90 procent af de (dårlige) egenskaber man tillægger andre, reelt hører til ens egen ubevidste psyke.